# Spilosmylus majalis
Spilosmylus majalis är en insektsart som beskrevs av Navás 1925. Spilosmylus majalis ingår i släktet Spilosmylus och familjen vattenrovsländor. Inga underarter finns listade i Catalogue of Life.